# Nesidiochernes scutulatus
Espèce
Nesidiochernes scutulatus est une espèce de pseudoscorpions de la famille des Chernetidae.

## Distribution
Cette espèce est endémique de Nouvelle-Zélande.

## Publication originale
- Beier, 1969 : Additional remarks to the New Zealand Pseudoscorpionidea. Records of the Auckland Institute and Museum, vol. 6, p. 413-418.